# Eueremaeus trionus
Eueremaeus trionus är en kvalsterart som först beskrevs av Higgins 1979.  Eueremaeus trionus ingår i släktet Eueremaeus och familjen Eremaeidae. Inga underarter finns listade i Catalogue of Life.